# Maya Lin
Maya Lin Ting (Athens, 5 ottobre 1959) è una scultrice statunitense.
Conosciuta per il suo impegno nella scultura e nell'architettura del paesaggio, il suo più noto lavoro è il Vietnam Veterans Memorial a Washington.

## Biografia
Lin è nata ad Athens, in Ohio, figlia di Henry Huan Lin, un ex ceramista e Decano della Ohio University College di Belle Arti, e Julia Chang Lin, ex professoressa di Letteratura presso l'Università dell'Ohio. È nipote di Lin Huiyin, famosa architetto dell'era Repubblicana Cinese e prima donna architetto del Paese. Ha studiato all'Università Yale (1986). Nel 1987, Yale le ha conferito il Dottorato onorario in Belle Arti. Sposata con Daniel Wolf, un fotografo di New York, ha due figlie: Rachel Wolf e India Wolf.

### Gli inizi ed il monumento ai caduti del Vietnam
A soli 21 anni, nel 1981, quando è ancora una studentessa universitaria, Lin vince un concorso pubblico per la progettazione di un monumento dedicato alle vittime del Vietnam, il Vietnam Veterans Memorial. Il muro di granito sul quale sono stati incisi i nomi dei caduti di guerra, viene inaugurato il 13 novembre 1982, ad appena poco più di un anno dalla stesura del progetto. Il monumento a forma di V ha i due lati rivolti sia verso il monumento di Abraham Lincoln che quello di George Washington. L'idea ispirata di Lin che l'ha portata ad immaginare la sua opera come una voragine o ancor più drammaticamente una ferita nella terra, vuole rappresentare simbolicamente la vacuità interiore provocata dalla tragica perdita di tantissime vite umane.